# Megaramakki, Narasimharajapura
Megaramakki là một làng thuộc tehsil Narasimharajapura, huyện Chikmagalur, bang Karnataka, Ấn Độ.